# Государственная граница Индии
Госуда́рственная грани́ца Индии (англ. Borders of India, хинди भारत की सीमाएँ) — линия и проходящая по этой линии вертикальная поверхность, определяющие пределы государственной территории (суши, вод, недр и воздушного пространства) Индии, пространственный предел действия государственного суверенитета Индии. Протяжённость индийской границы составляет 14 103 км.

## Сухопутные границы
Основная территория Индии граничит по суше с 6 государствами-членами ООН.
| Государство | Граница                | Длина границы (км) |
| ----------- | ---------------------- | ------------------ |
| Бангладеш   | Бангладешско-индийская | 4.053              |
| Бутан       | Бутано-индийская       | 605                |
| Китай       | Индийско-китайская     | 3 380              |
| Мьянма      | Индийско-мьянманская   | 1 463              |
| Непал       | Индийско-непальская    | 1 690              |
| Пакистан    | Индийско-пакистанская  | 2 912              |

## Морские границы
Длина береговой линии Индии составляет 7 000 км. С Индонезией, Мальдивской Республикой, Таиландом и Шри-Ланкой Индия имеет только морскую границу.
| Государство | Длина границы (км) |
| ----------- | ------------------ |
| Индонезия   | 555                |
| Мальдивы    | 1 009              |
| Таиланд     |                    |
| Шри-Ланка   | 402                |

## Спорные участки границы

### Сухопутные

#### Бангладеш
Большое количество крупного рогатого скота, в том числе и украденного, продовольственных товаров и наркотиков попадает из Индии в Бангладеш контрабандным путём. Бангладешцы нелегально пересекают границу, чтобы найти работу в Индии. Обнаруживая нелегалов, пограничные войска Индии открывают огонь на поражение, поэтому каждый год от рук индийских военных погибают сотни жителей Бангладеш, пытающихся пересечь границу. В 2001 году между странами произошёл пограничный конфликт, в ходе которого погибли десятки человек.

#### Непал
Через границу двух государств протекает ряд гималайских рек, из-за этого возникают пограничные споры о принадлежности водных ресурсов. Также возникают разногласия из-за сооружения различных насыпей и плотин построенных Индией на индо-непальской границе. По утверждению непальских властей, это является причиной затопления сёл с их стороны границы. Двусторонние переговоры по разделению водных ресурсов должны были проводиться каждые шесть месяцев, однако на деле они проходят раз в несколько лет. По утверждению индийской стороны, это происходит из-за политической нестабильности в Непале.

#### Китайская Народная Республика
Линия фактического контроля — демаркационная линия между Индией и Китаем, долгое время бывшая непризнанной юридически, но являющейся границей де-факто. В соглашении 1996 года было указано: «ни одно из государств не может предпринимать действий по пересмотру линии фактического контроля».

#### Пакистан
Вагах — единственный населённый пункт, через который можно пересечь границу между двумя государствами.